# Schade, dass sie eine Hure ist

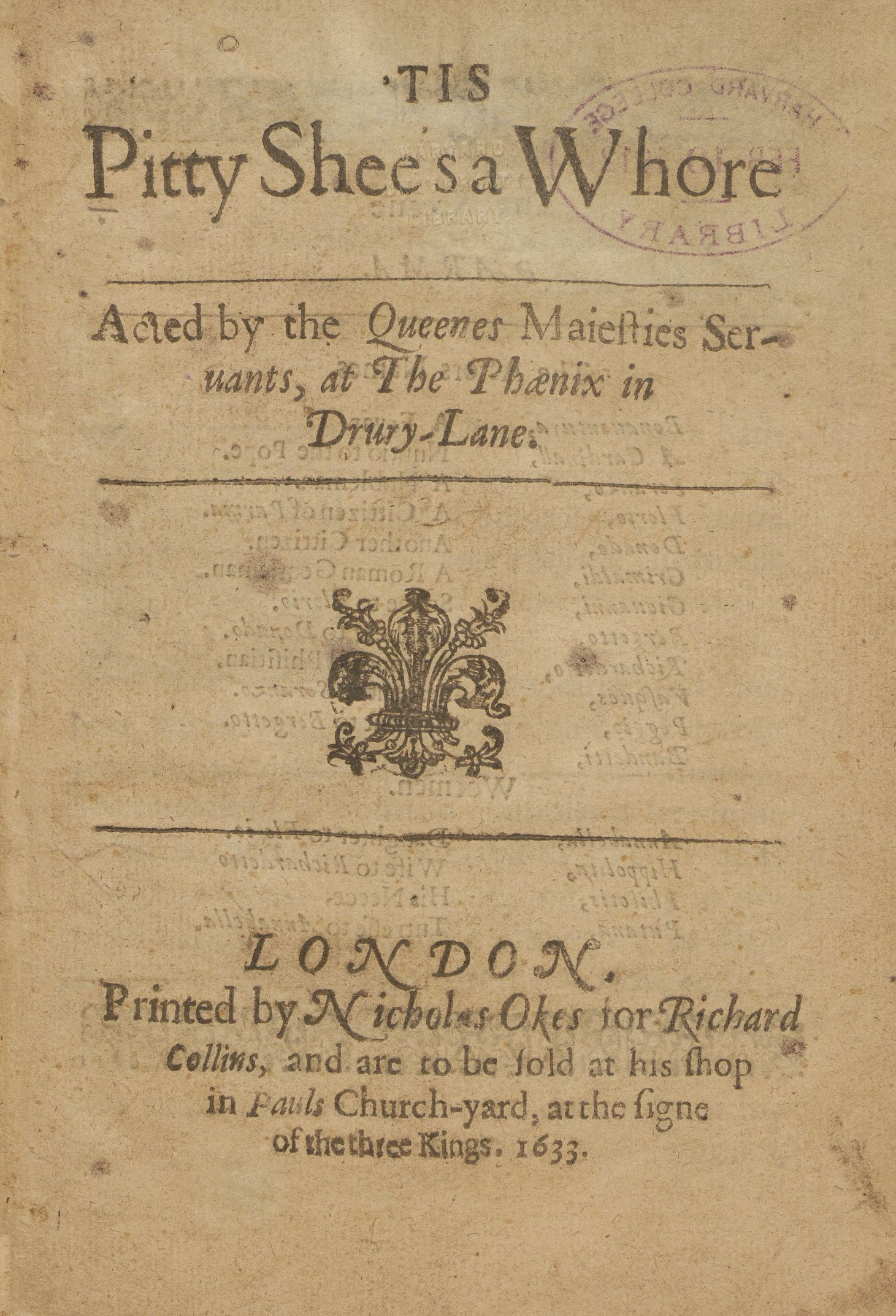
’Tis Pitty Shee’s a Whore, Erstdruck 1633

Schade, dass sie eine Hure ist (original: ’Tis Pitty Shee’s a Whore) ist eine frühneuenglische Tragödie von John Ford. Sie entstand zwischen 1626 und 1633, wurde möglicherweise bereits 1626 oder gegen 1633 im Cockpit Theatre (eigentlicher Name: The Phoenix) uraufgeführt und erschien 1633 erstmals im Druck.

## Rollen
Männer

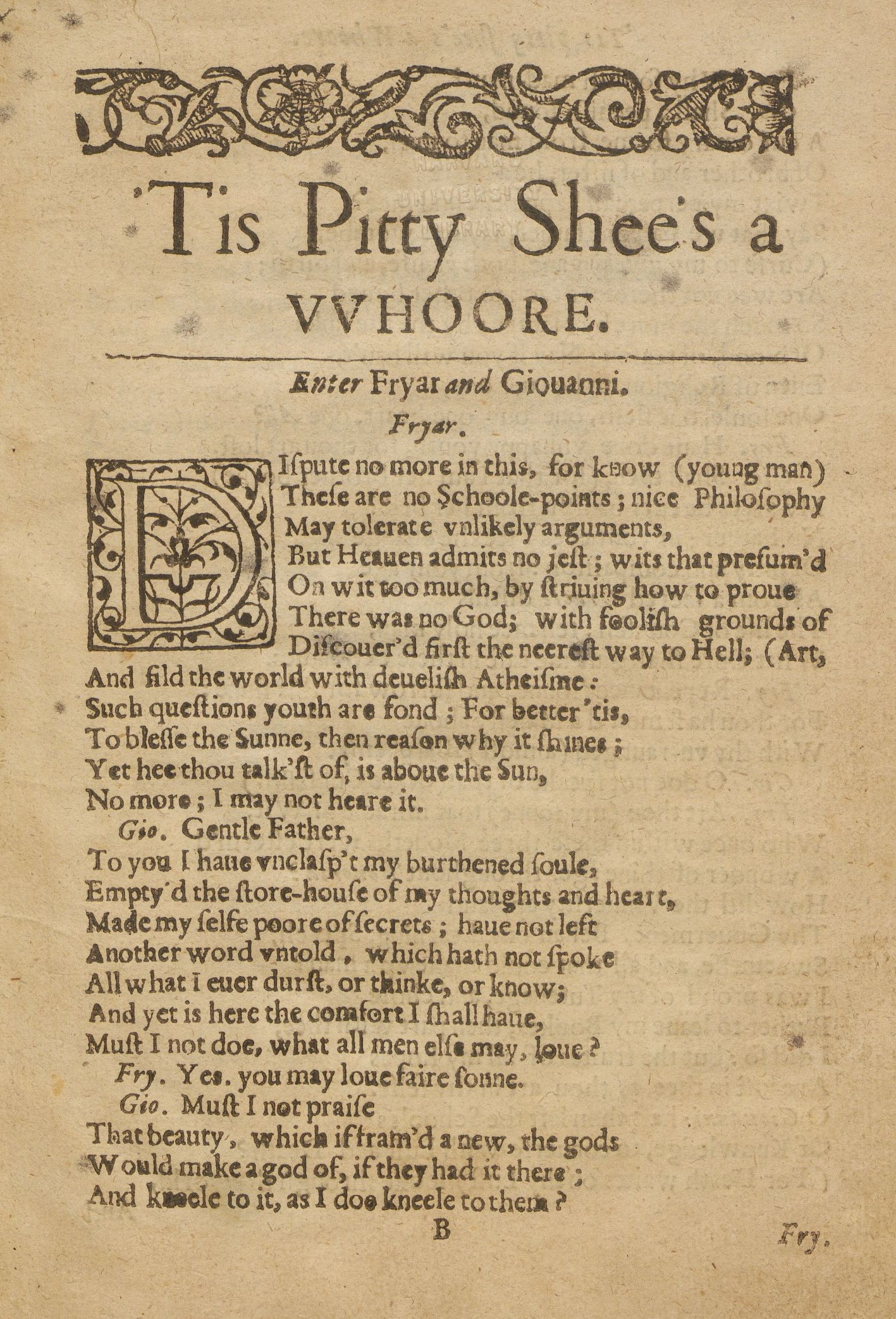
Akt I, S. 11

- Frater Bonaventura – Mönch und Mentor Giovannis
- Ein Kardinal – päpstlicher Nuntius
- Soranzo – Ein Edelmann (Annabellas Freier und späterer Gatte)
- Florio – Ein Bürger von Parma, Vater von Annabella und Giovanni
- Donado – Ein Bürger von Parma, Onkel Bergettos
- Grimaldi – Römischer Kavalier (Annabellas Freier)
- Giovanni – Florios Sohn (der Name wird viersilbig ausgesprochen)
- Bergetto – Neffe des Donado (Annabellas Freier und später Philotis’ Verlobter und Verehrer)
- Richardetto – Hippolitas Gatte, verkleidet als Arzt, zugleich Oheim der Philotis
- Vasques – Getreuer Diener Soranzos
- Poggio – Diener Bergettos
- Banditti – Gesindel, diebische Bande
- Offiziere

Frauen
- Annabella – Florios Tochter
- Hippolita – Richardettos Gattin (Soranzos vormalige Liebste)
- Philotis – Richardettos Nichte (spätere Verlobte Bergettos)
- Putana – Gouvernante Annabellas; deren Name von der italienischen Bezeichnung für Huren ableitbar ist

## Inhalt
Der junge Giovanni wird von einer höllischen Leidenschaft gegenüber seiner eigenen Schwester Annabella verzehrt, die gesteht, dass sie auch in ihn verliebt ist, was dazu führen würde, dass sie ihre heftige Leidenschaft in einer naturwidrigen inzestuösen Beziehung leben würden. Annabella hat darüber hinaus aber auch drei Bewerber, von denen Soranzo auffällt, der seinerseits eine nicht sehr glückliche Beziehung zu der schönen und sinnlichen Hippolita unterhält. Deren Ehemann Richardetto gab vor, verstorben zu sein, obwohl er in Wirklichkeit zurückgekehrt ist und, während er sich rächt, fingiert er, Arzt zu sein. Infolge dieser Intrigen kommt es zum Tod einer unschuldigen Person (einem von Annabellas Freiern). Infolge der verbotenen Beziehung ist Annabella schwanger geworden und muss sich daher für einen ihrer drei Freier entscheiden, um ihre Ehre zu bewahren. Schließlich entscheidet sie sich für Soranzo, was den Zorn von Hippolita provozieren wird, die auf alle Fälle die geplante Hochzeit verhindern will. Im Verlauf der Hochzeitsnacht entdeckt Soranzo die inzestuöse Liebe zwischen Giovanni und seiner Frau und plant, sie beide den hohen Würdenträgern von Parma anzuprangern. Um die Folgen dieser Tat zu vermeiden, ersticht Giovanni seine geliebte Annabella, fordert Soranzo zu einem Duell heraus und tötet diesen. Schließlich wird Giovanni ermordet.

## Geschichte und Rezeption

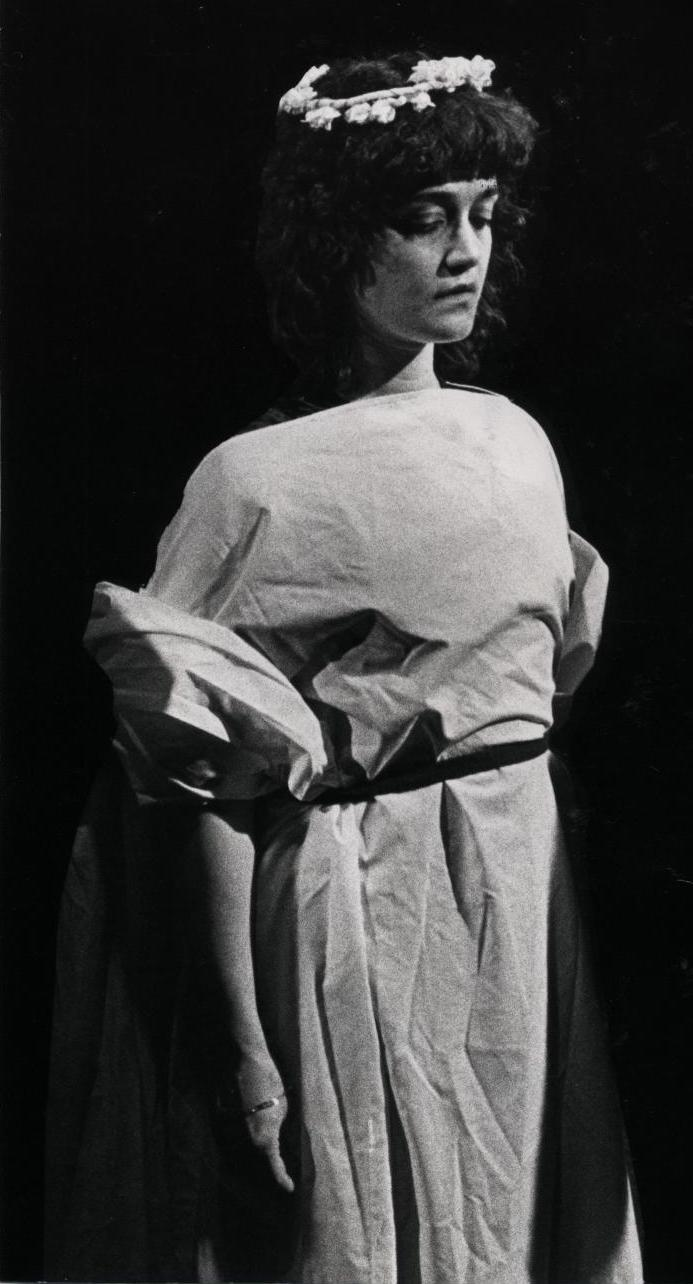
Angelique Rockas als Annabella

Über den Dramatiker John Ford ist wenig bekannt. Es gibt Hinweise, dass er als Jurist tätig war, aber wohl nie als Anwalt arbeitete. Mit dem Schreiben begann er erst in fortgeschrittenen Jahren. Das Stück wurde 1633 im Londoner Phoenix-Theater an der Drury Lane aufgeführt und richtete sich an ein „gemischtes Publikum“. Die Sprache ist eher poetisch-höfisch, die Handlung aus brutalen und komischen Szenen sollte eher bodenständige Zuschauer in Bann schlagen. Die privat finanzierten Theater der Zeit waren auf beide Schichten, den Adel und das Bürgertum, angewiesen. Die Faszination erklärt sich durch das brisante Thema Inzest und die hochdramatische, mitreißende Handlung, bei der sich Komik und Tragik wild vermischen.
Das Drama Schade, dass sie eine Hure ist wurde vielfältig adaptiert. Luchino Visconti inszenierte 1961 eine Bearbeitung des Stücks mit Romy Schneider und Alain Delon. Der schwedische Regisseur Vilgot Sjöman verfilmte den Stoff 1966 als Syskonbädd 1782 (Geschwisterbett), der italienische Autor Giuseppe Patroni Griffi ebenfalls (Addio fratello crudele, 1971, mit Charlotte Rampling und Oliver Tobias in den Hauptrollen). Die britische BBC drehte 1980 einen Fernsehfilm (Regie Roland Joffé), 2018 entstand ein Hörspiel. Peter Greenaway ließ sich von der Tragödie zu seinem Film Der Koch, der Dieb, seine Frau und ihr Liebhaber anregen.
Deutsche Übersetzungen legten in jüngerer Zeit Erich Fried und B. K. Tragelehn vor.
2019 wurde in Düsseldorf (Deutsche Oper am Rhein) eine annähernd gleichnamige Oper des deutschen Komponisten Anno Schreier nach einem Libretto von Kerstin Maria Pöhler uraufgeführt.